# Stonewall (filme)
Stonewall é um filme estadunidense e britânico, de 1995, dos gêneros comédia dramática e filme histórico, dirigido por Nigel Finch, sendo seu último filme antes de sua morte devido a complicações relacionadas à AIDS, ocorrida logo após o término das filmagens.
O filme já foi adaptado para uma peça de teatro por Rikki Beadle-Blairand estreou em Londres e no Festival de Edimburgo em 2007.

## Sinopse
Matty Dean (Weller), um jovem gay, chega a Nova York e imediatamente se dirige para Greenwich Village. Lá, vira crossdresser até que ele e seu amigo são presos.

## Elenco
| Ator             | Papel              |
| ---------------- | ------------------ |
| Guillermo Díaz   | La Miranda         |
| Frederick Weller | Matty Dean         |
| Brendan Corbalis | Ethan              |
| Duane Boutte     | Bostonia           |
| Bruce MacVittie  | Vinnie             |
| Peter Ratray     | Burt               |
| Dwight Ewell     | Helen Wheels       |
| Matthew Faber    | Mizz Moxie         |
| Michael McElroy  | Princesa Ernestine |
| Luis Guzmán      | Vito               |
| Joey Dedio       | Angelo             |
| Candis Cayne     | Diva               |
| David Drumgold   | Diva               |
| Keith Levy       | Diva               |

## Recepção
No site agregador de críticas Rotten Tomatoes, 63% das 8 resenhas dos críticos são positivas.

## Prêmios
- 1995 London Film Festival - Audience Award
- 1996 San Francisco International Lesbian & Gay Film Festival - Audience Award para Melhor Destaque
- 1996 Outfest - Grand Jury Award Menção Honrosa - Excelente Roteiro - Rikki Beadle-Blair